# Griechenkirche zur Heiligen Dreifaltigkeit

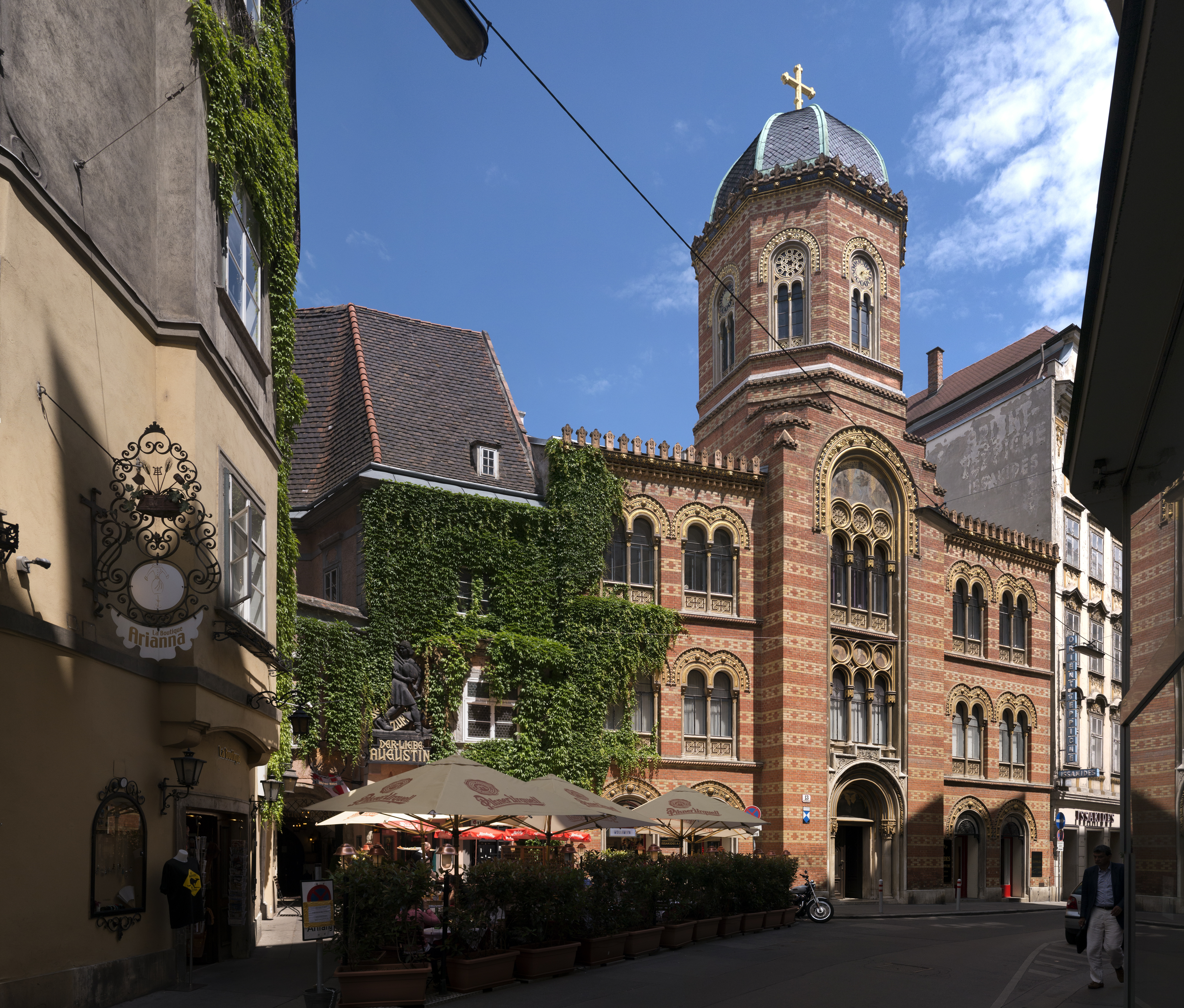
Die bauliche Umgebung der Kirche präsentiert sich seit über 100 Jahren unverändert.

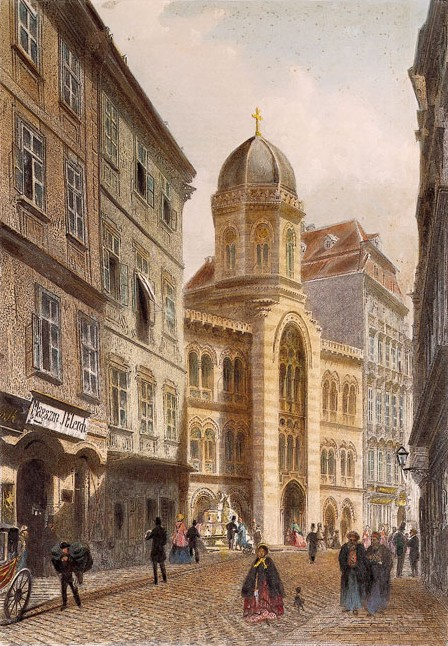
Die Griechenkirche zur Heiligen Dreifaltigkeit, Stich von Rudolf von Alt

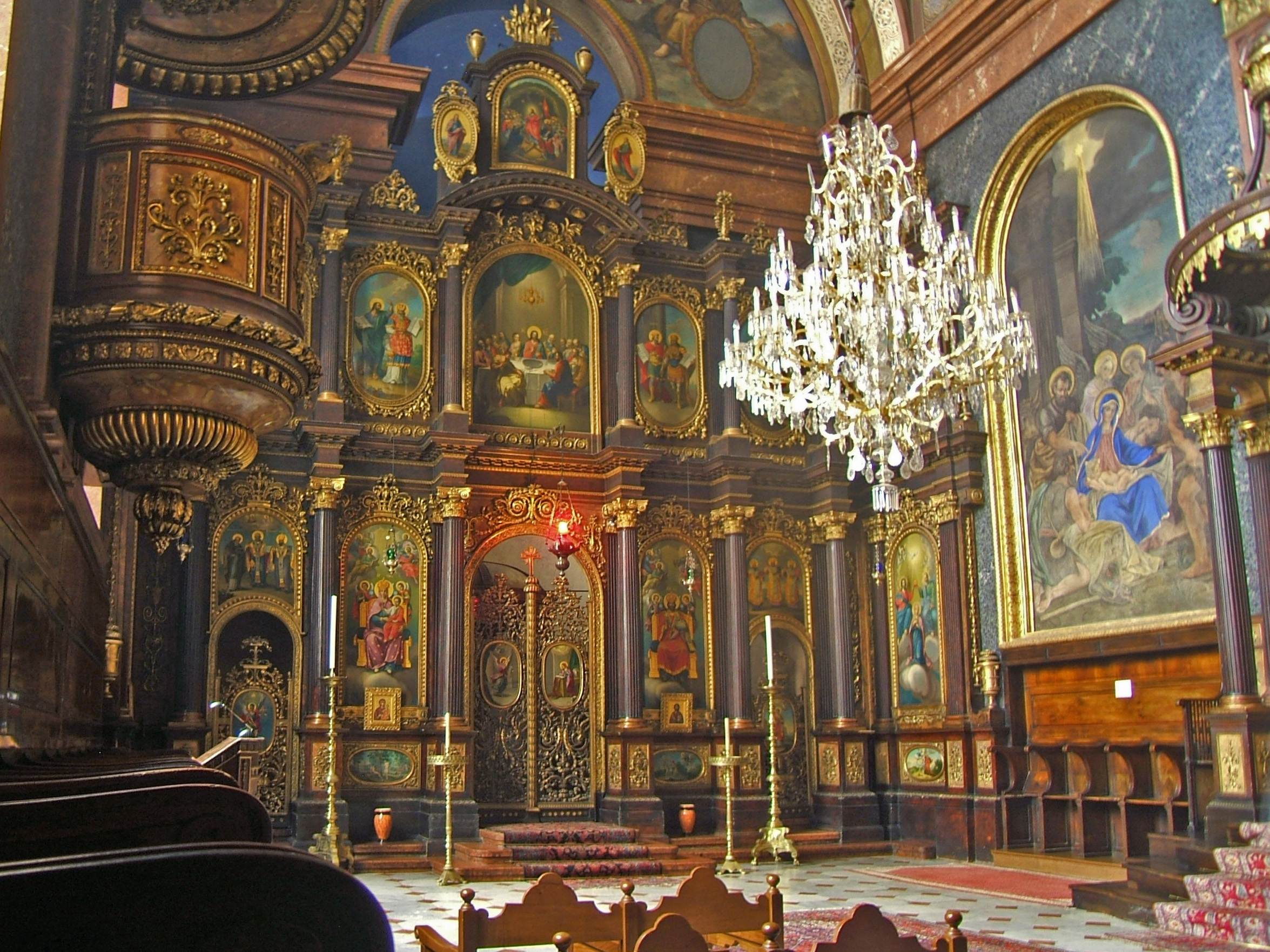
Der Innenraum der Kirche

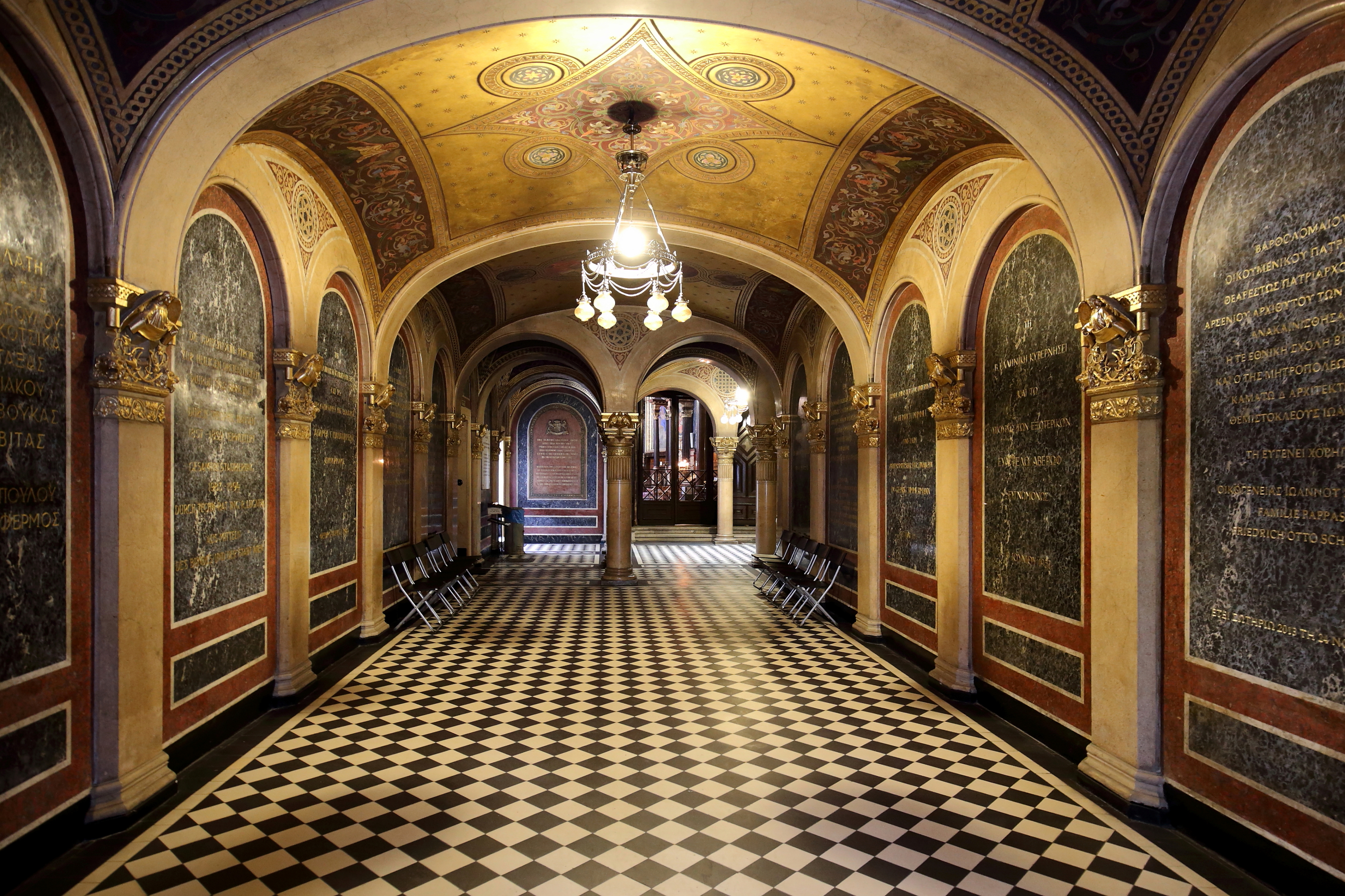
Vorbaudurchgang

Die Griechenkirche zur Heiligen Dreifaltigkeit (auch: Kirche zur Heiligen Dreifaltigkeit) ist eine orthodoxe Kirche im 1. Wiener Gemeindebezirk Innere Stadt am Fleischmarkt 13 im ehemaligen „Griechenviertel“.
Sie ist Metropolitankathedrale der Griechisch-orthodoxen Metropolis von Austria Exarchat Ungarns und Mitteleuropas des Ökumenischen Patriarchats von Konstantinopel, während die Kirchliche Gemeinde zum Heiligen Georg am Hafnersteig die Vertretung in der Griechisch-orientalischen Kirche in Österreich ist.

## Geschichte
Bereits 1782 soll an dieser Stelle das gräflich Stockhammersche Haus zu einer einfachen griechischen Kirche umgebaut worden sein. Die griechisch-orthodoxe Gemeinde zur Heiligen Dreifaltigkeit wurde 1787 infolge des 1781 von Kaiser Joseph II. verfügten Toleranzpatents gegründet. Während die Gemeinde Hl. Georg die Untertanen des Osmanischen Reichs in Wien vertrat, waren die Angehörigen von Hl. Dreifaltigkeit Untertanen der Habsburger, bzw. nach 1848 des Kaisertum Österreichs/Österreich-Ungarns. 1837 erwarb die Gemeinde ein an den Sankt Marxer Friedhof angrenzendes Grundstück und errichtete darauf eine eigene Abteilung.

## Architektur
Der griechisch-österreichische Unternehmer Georg Simon von Sina holte Theophil von Hansen aus Athen für die Planung seiner Geschäftsbauten nach Wien. Er beauftragte ihn auch mit dem Umbau der 1782–87 von Peter Mollner errichteten Kirche. Dieser begann 1856, die feierliche Einweihung erfolgte am 21. Dezember 1858. In weiterer Folge wurde von Hansen bis 1861 der in byzantinischen Formen gehaltene Vorbau mit dem achteckigen Turm und kuppeliger Haube errichtet.
Theophil Hansen, der zwar in Athen Byzantinische Kunst studiert hatte, baute als Architekt im Stil des Nordischen Klassizismus, dem er in seinen Bauten in Athen eine griechische Prägung gab. Im Bau der Kirche in Wien entwarf er erstmals ein Gebäude im Byzantinischen Stil.
Grund dafür ist vermutlich gewesen, dass zum einen der Klassizismus kaum für sakrale Bauten geeignet ist, und zum anderen, dass die Kirche als Griechisch-orientalische Gemeinde auch anderen orthodoxen Christen offensteht, und bis zum Bau eigener Kirchen auch von anderen orthodoxen Gemeinden genutzt wurde, beispielsweise von der serbischen Gemeinde, die Anfang der 1890er Jahre ihre eigene Kirche im 3. Bezirk errichten ließ.
Der einschiffige Innenraum der Kirche hat einen rechteckigen Chor und zeigt Anspielungen auf barocke Kirchenarchitektur, wie sie in Süddeutschland und Österreich zu finden ist. Auch das kommt sonst nicht im Werk Hansens vor. Carl Rahl malte die Bilder an der Fassade und im Vestibül, die Fresken in der Kirche sind von Ludwig Thiersch.
Die Aufträge Sinas in Wien trugen wesentlich zum Durchbruch des Architekten Theophil Hansen bei, der einige Jahre später mit wichtigen Bauten wie dem Parlamentsgebäude an der Ringstraße beauftragt wurde.

## Nutzung
Seit 1963 ist die Kirche zur Heiligen Dreifaltigkeit die Kathedrale der Griechisch-orthodoxen Metropoliten Österreichs. In den Räumlichkeiten über der Kirche sind heute die Ämter der Metropoliten, die griechische Schule und eine griechische Bibliothek untergebracht. Die Kirchengemeinde befindet sich unweit der Kirche in der Griechengasse.